# Julius Eugen Ruhl

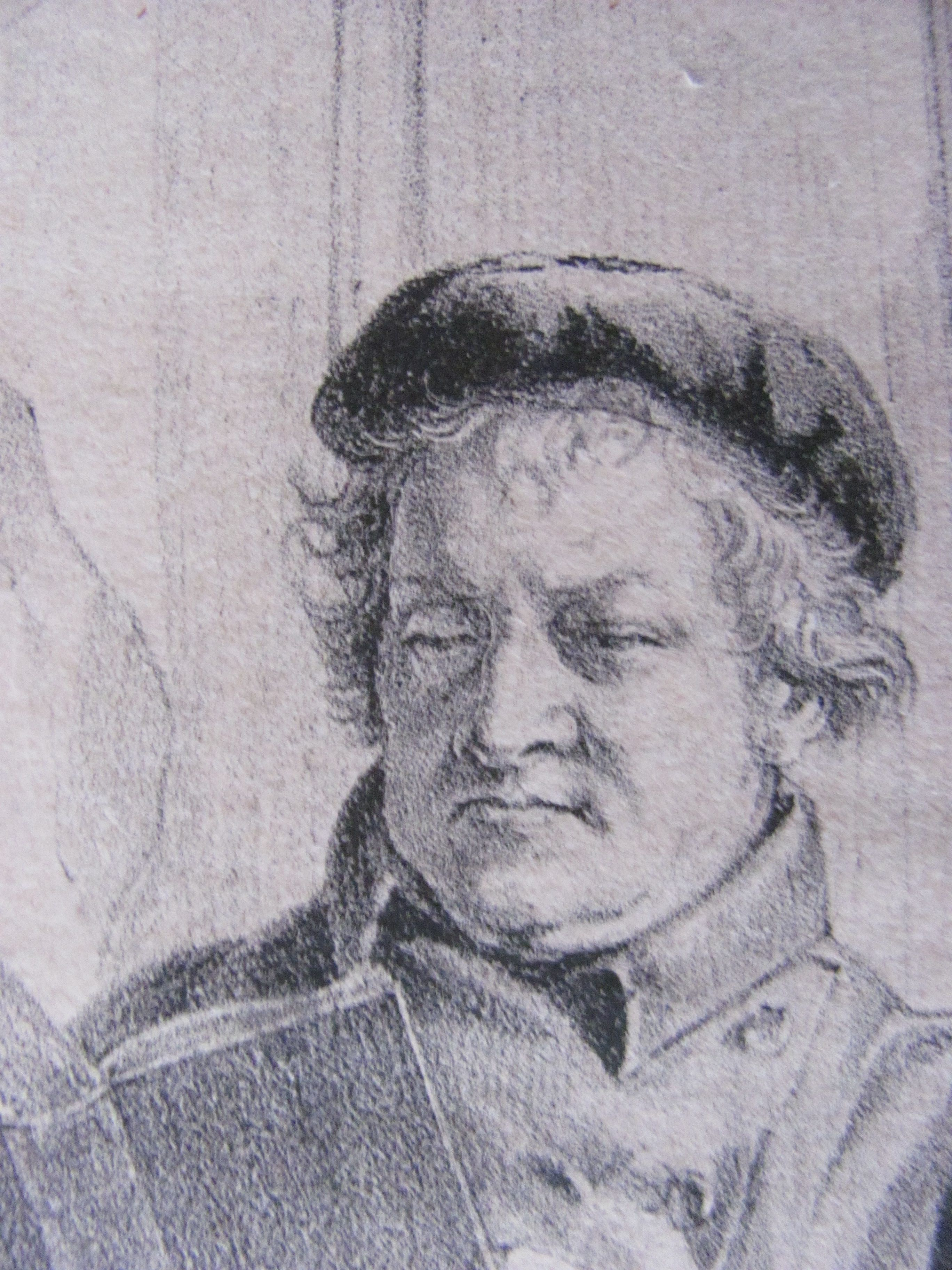
Altersbildnis von Julius Eugen Ruhl, vermutlich ein Selbstporträt (Ausschnitt)

Julius Eugen Ruhl (* 13. Oktober 1796 in Kassel; † 27. November 1871 ebenda) war kurhessischer Oberhofbaumeister und Oberbaudirektor, Akademieprofessor, erster Generaldirektor der kurhessischen Staatseisenbahnen und Referent für Bauwesen im Justiz- und Kriegsministerium des Kurstaates.

## Familie
Julius Eugen Ruhl wurde als zweiter Sohn des Hofbildhauers Johann Christian Ruhl geboren, dessen Familie eine Generation zuvor von Hanau nach Kassel zugewandert war. Mütterlicherseits war er mit Johann Ludwig Völkel (1762–1829), Direktor der Landesbibliothek Kassel verwandt. Sein Bruder war der Maler Ludwig Sigismund Ruhl.

## Ausbildung
Eine erste schulische Ausbildung erhielt er an der Artillerieschule in Kassel. Dort wurden auch Pionieroffiziere ausgebildet. Mathematik, Landvermessung, Planzeichnen, Chemie, Deutsch und Geschichte standen auf dem Lehrplan. Auch das Radieren und Ätzen von Metallplatten lernte er dort, was ihm später bei der Veröffentlichung von bauhistorischen Unterlagen sehr nützlich war. Ziel dieser Ausbildung war zunächst wohl eine militärische Karriere in der Kurfürstlich Hessischen Armee.
1813/14 nahm Julius Eugen Ruhl im Generalstab des Kurprinzen Wilhelm II. an den Befreiungskriegen teil. Erst danach wurde er Schüler des Hofbaumeisters Heinrich Christoph Jussow, der wiederum Nachfolger in diesem Amt von Simon Louis du Ry war. Dabei entstanden erste Entwürfe für Arbeiten an Schloss Wilhelmshöhe. Anschließend erhielt er ein dreijähriges Reisestipendium, um seine Studien in Italien fortsetzen zu können. Von Juni 1817 bis Mai 1819 studierte er in Rom, anschließend hielt er sich in Süditalien auf und besuchte Neapel, Sizilien, Kalabrien, Salerno, Paestum, Pompeji und Herculaneum. Anschließend reiste er über Florenz, Pisa und Genua nach Paris. Von seiner Studienreise 1820 nach Kassel zurückgekehrt nahm er die Studien bei Jussow wieder auf.

## Berufliche Karriere und Werk

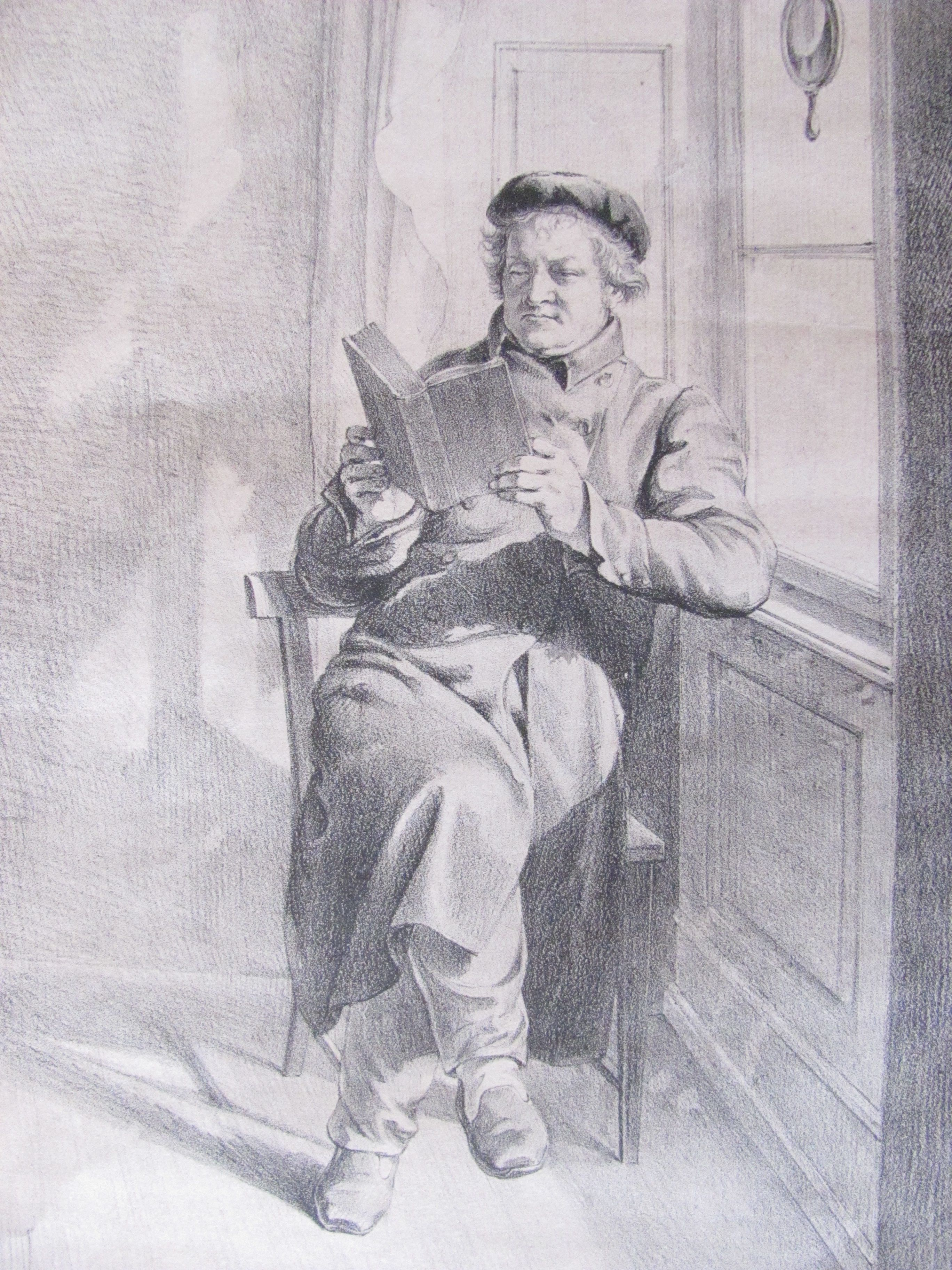
Altersbildnis von Julius Eugen Ruhl, vermutlich ein Selbstporträt, Privatbesitz

Bahnhof Hanau von 1848

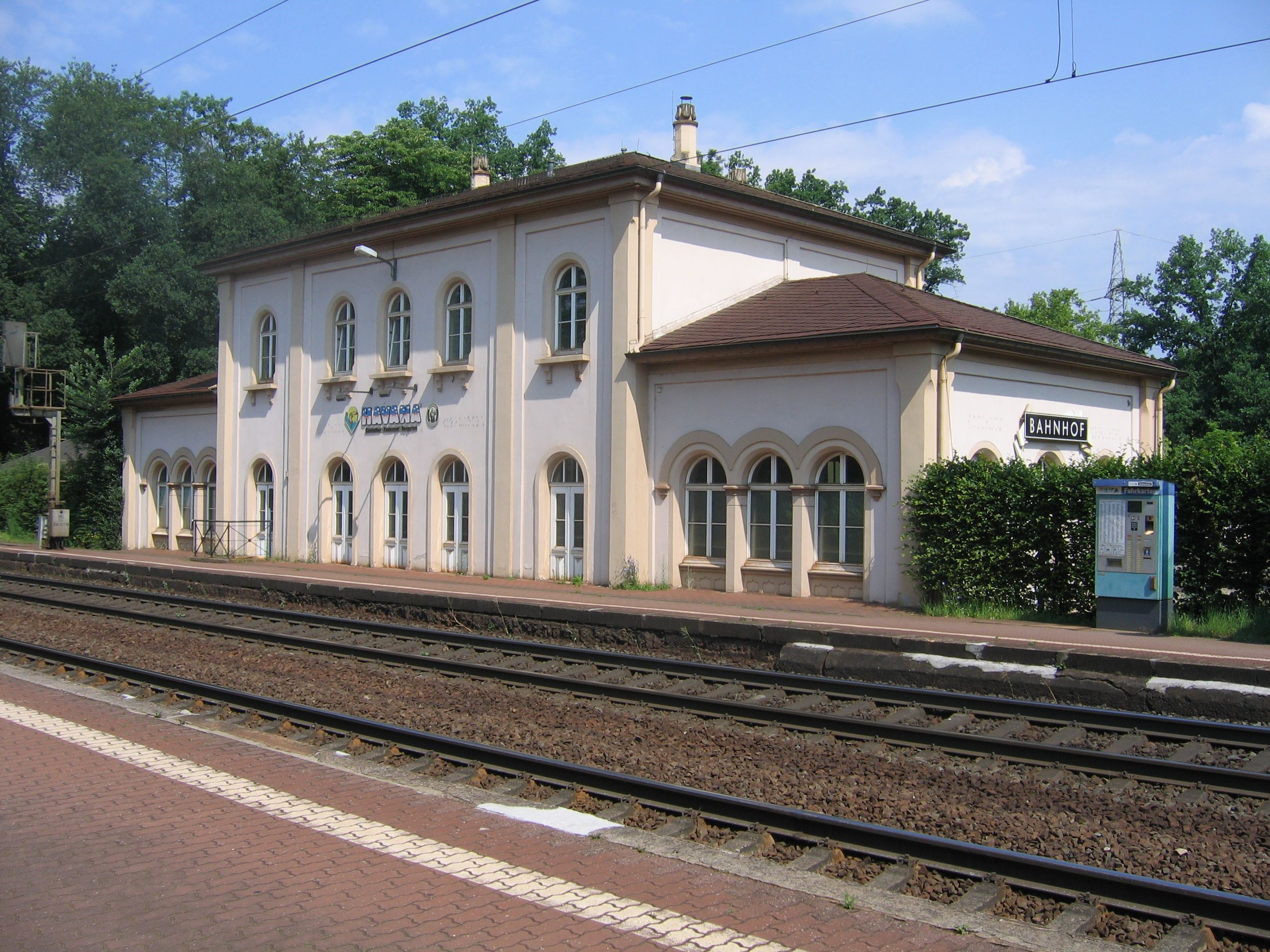
Bahnhof Hanau-Wilhelmsbad, Bahnsteigseite

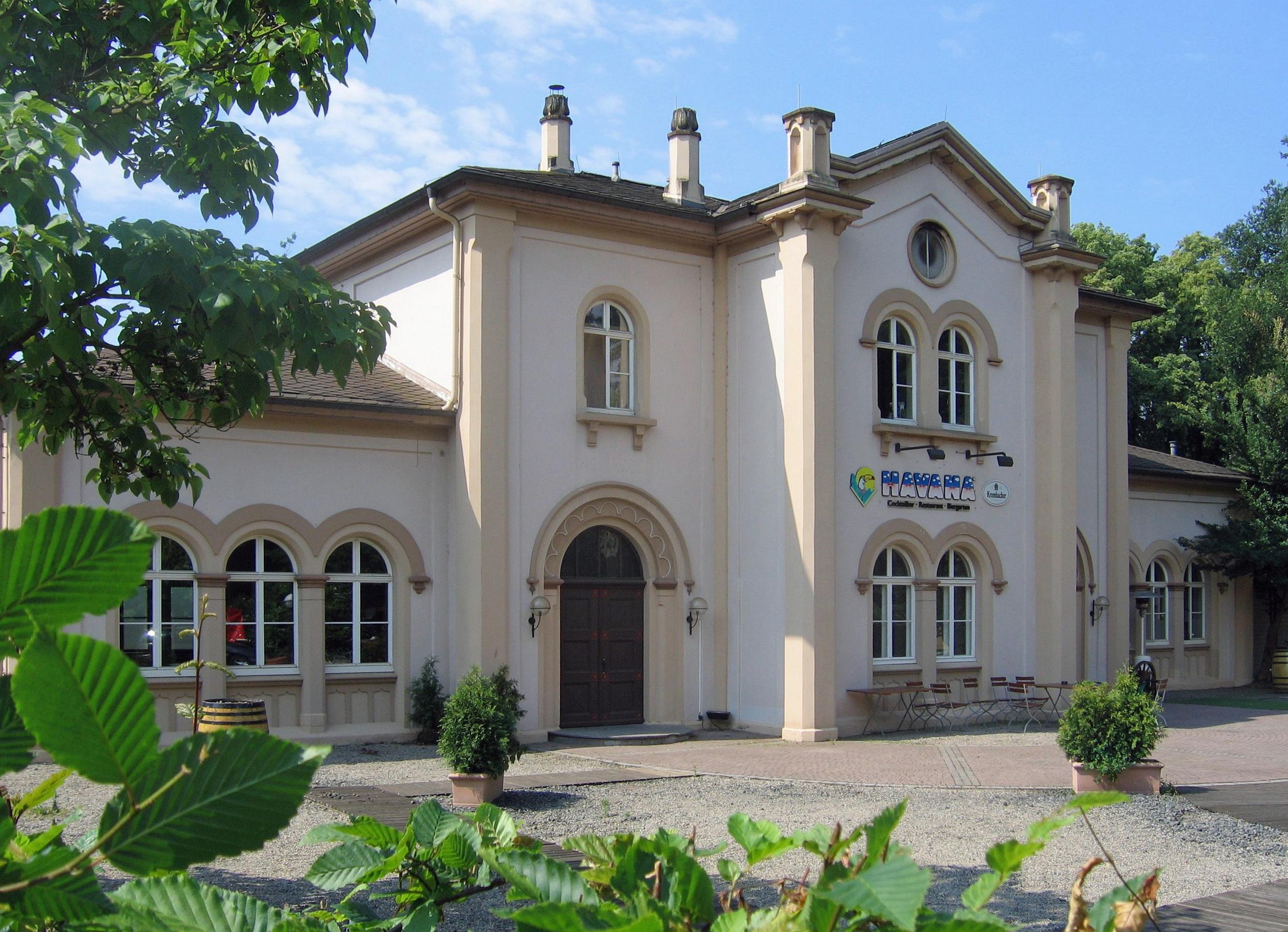
Bahnhof Hanau-Wilhelmsbad, Straßenseite

1821 trat er in den Dienst der kurfürstlichen Bauverwaltung. Am 26. Februar 1823 wurde Ruhl auf Vorschlag seines Lehrers Jussow zum Hof- und Landbaumeister der Provinz Hanau ernannt. Zu seinen Aufgaben gehörte die Instandhaltung und Errichtung öffentlicher Gebäude, die städtebauliche Erweiterung der Stadt Hanau und von Bad Nauheim. Aufsehen erregte er bei seinen Vorgesetzten, als er sich weigerte, für die öffentliche Hinrichtung des Raubmörders Peter Kitzler auf dem Marktplatz von Hanau ein Schafott zu errichten.
Die römisch-katholische Kirche St. Laurentius in Großkrotzenburg wurde in den Jahren 1826–1828 unter Pfarrer Philipp Kreisler von ihm errichtet.
Im November 1829 wurde er nach Kassel versetzt und 1831 zum Oberhofbaumeister befördert. Bereits 1832 wurde er überraschend auch zum Mitglied des Direktoriums der Akademie in Kassel ernannt – eine Nebenamt – und geriet sofort mit den alteingesessenen Professoren in Konflikte. Nachdem diese eskaliert waren, schied er 1840 wieder aus.

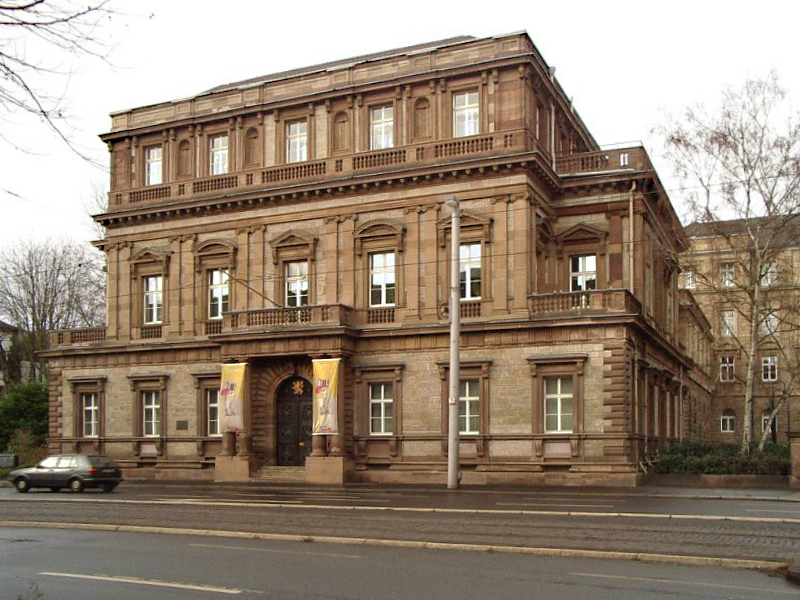
Ständehaus (Parlamentsgebäude) in Kassel

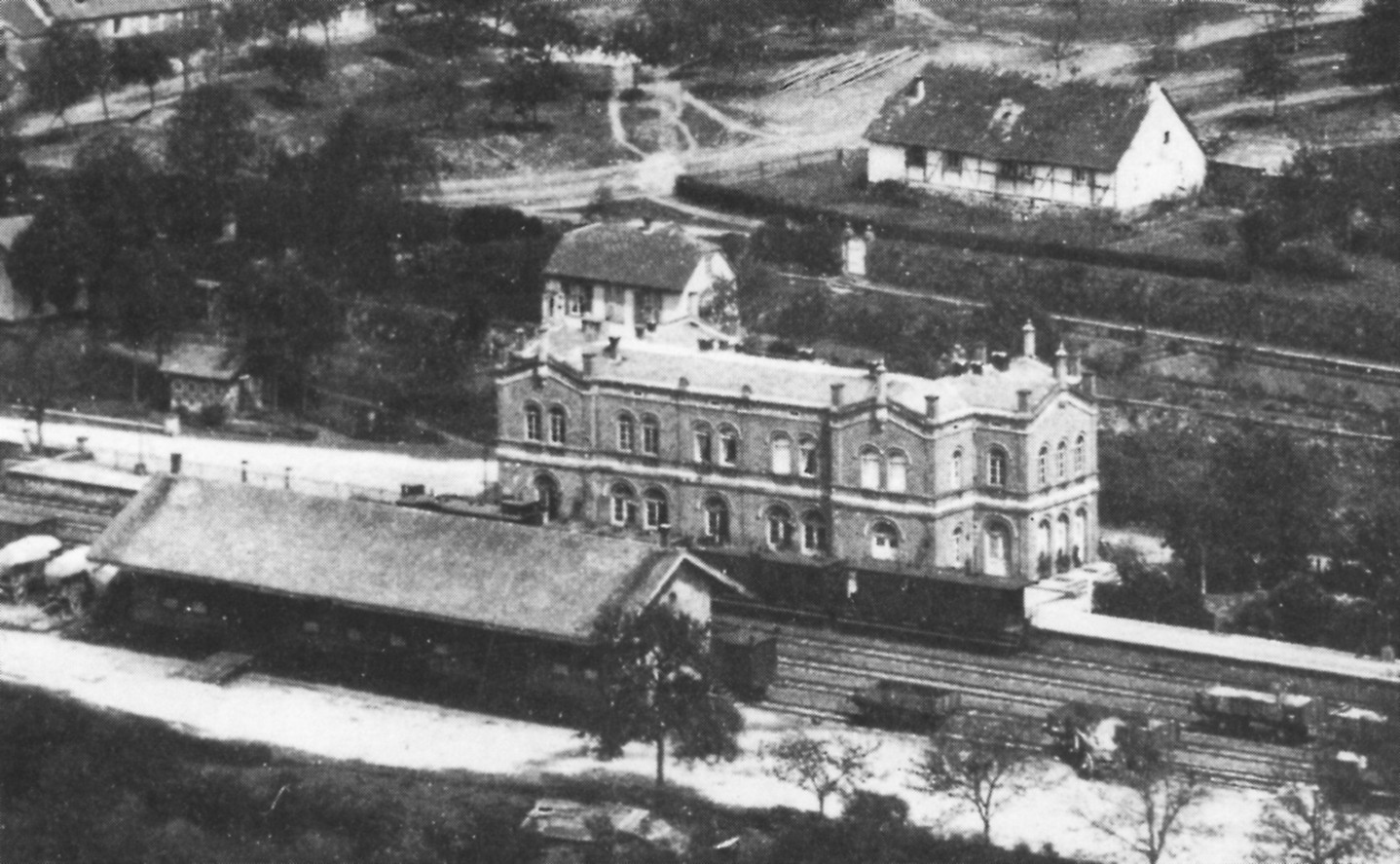
Bahnhof Bad Karlshafen linkes Ufer

Als Kurhessen nach der Julirevolution von 1830 eine Verfassung erhalten hatte, war der Bau eines Parlamentsgebäudes erforderlich – das „Ständehaus“. Aus dem dafür ausgeschriebenen Wettbewerb ging er als Sieger hervor und der Gewinn dieses Wettbewerbs brachte ihm 1833 zugleich die Beförderung zum Baudirektor. 1835 gehörte er zu den Mitbegründern des Kunstvereins für Kurhessen.
1837 folgte seine Ernennung zum außerordentlichen Mitglied für Baufragen des Oberhofmarschallamtes und der Hofdomänenkammer. 1846 wurde er – wobei er sein bisheriges Dienstverhältnis beibehielt – geheimer Referent für Eisenbahnangelegenheiten im Kabinett. Damit war der Schwerpunkt für die berufliche Tätigkeit gesetzt, aus der die Mehrzahl seiner Bauten, nämlich Bahnhofsempfangsgebäude, überliefert sind. Am 5. Juli 1850 ernannte ihn Kurfürst Friedrich Wilhelm zum Generaldirektor für Staatseisenbahnen im Kurfürstentum Hessen. Die meisten der ursprünglichen Empfangsgebäude der Friedrich-Wilhelms-Nordbahn-Gesellschaft, der Main-Weser-Bahn, der Frankfurt-Hanauer Eisenbahn-Gesellschaft (in ihren kurhessischen Abschnitten) und der Bahnstrecke Hannover–Minden gehen auf seine Entwürfe zurück. Außerdem ist von ihm der Entwurf für einen kurfürstlichen Salonwagen bekannt.
Am 26. Oktober 1853 wurde Ruhl schließlich – sein Vorgänger war in den Ruhestand versetzt worden – zum Oberbaudirektor für den Kurstaat ernannt. Gleichzeitig übernahm er den Vorsitz der Oberbaukommission und wurde Referent für das Bauwesen im Justiz- und im Kriegsministerium des Kurstaates. Sein Amt bei der Eisenbahn gab er zu dieser Zeit auf.
1860 war er Mitbegründer des „Kurhessischen Architektenvereins“.
Nach dem Preußisch-Österreichischen Krieg, der 1866 zum Untergang Kurhessens als selbständigem Staat führte, wurde er vom Königreich Preußen, das den Kurstaat annektierte, als Oberbaudirektor und Ministerialreferent übernommen. Erst 71-jährig wurde er zum 18. März 1867 in den Ruhestand versetzt.

## Familie
1830 heiratete er in Hanau Marie Gertrude Serruier, Tochter eines in niederländischen Diensten stehenden Obristen. Aus der Ehe gingen hervor:
- Luise Elisabeth Eugenie Polyxene (1833–1908)
- Johann Philipp Alexander (1815–1830)
- Louis Erwin Julian (1840–1885)

## Werk

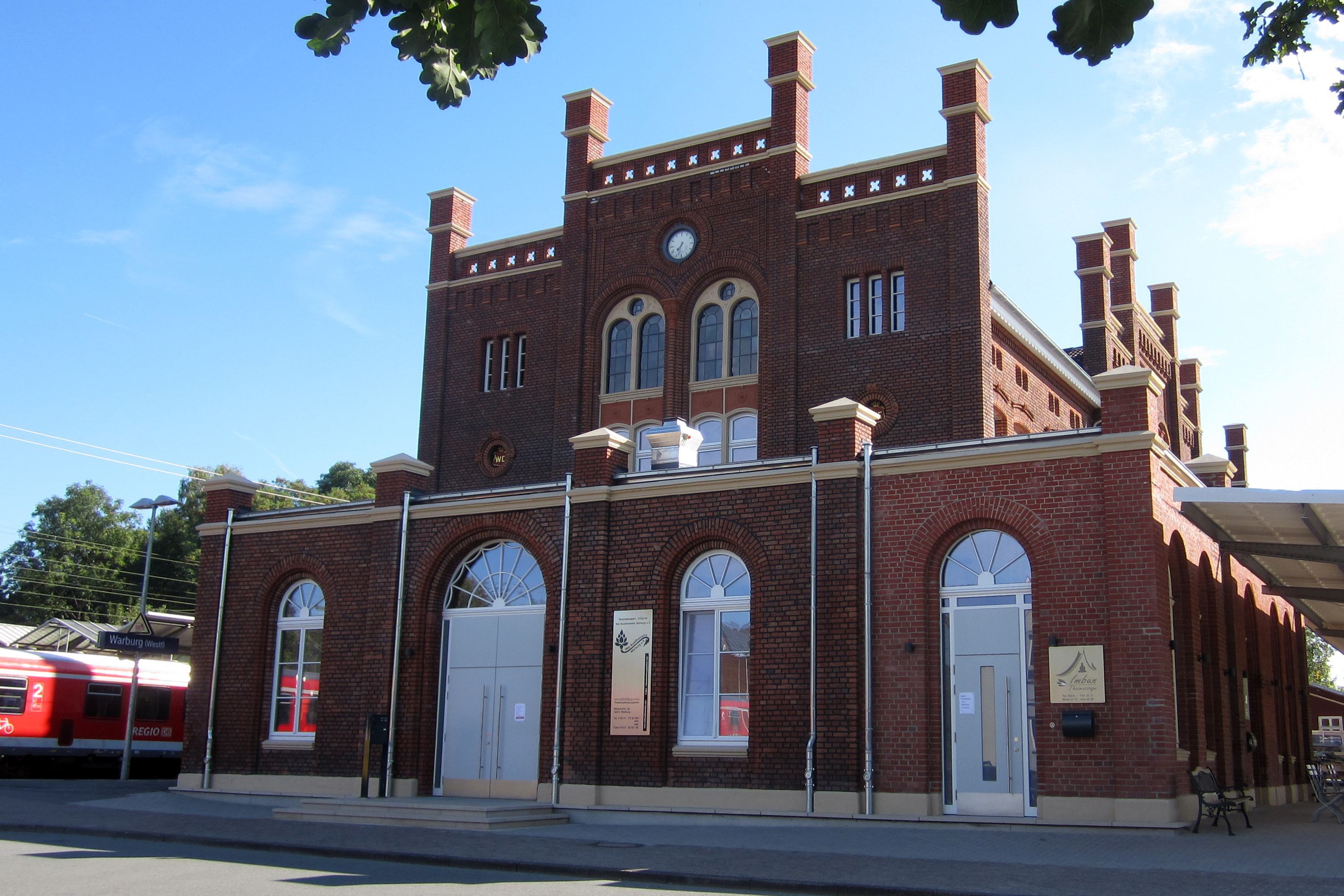
Bahnhof Warburg

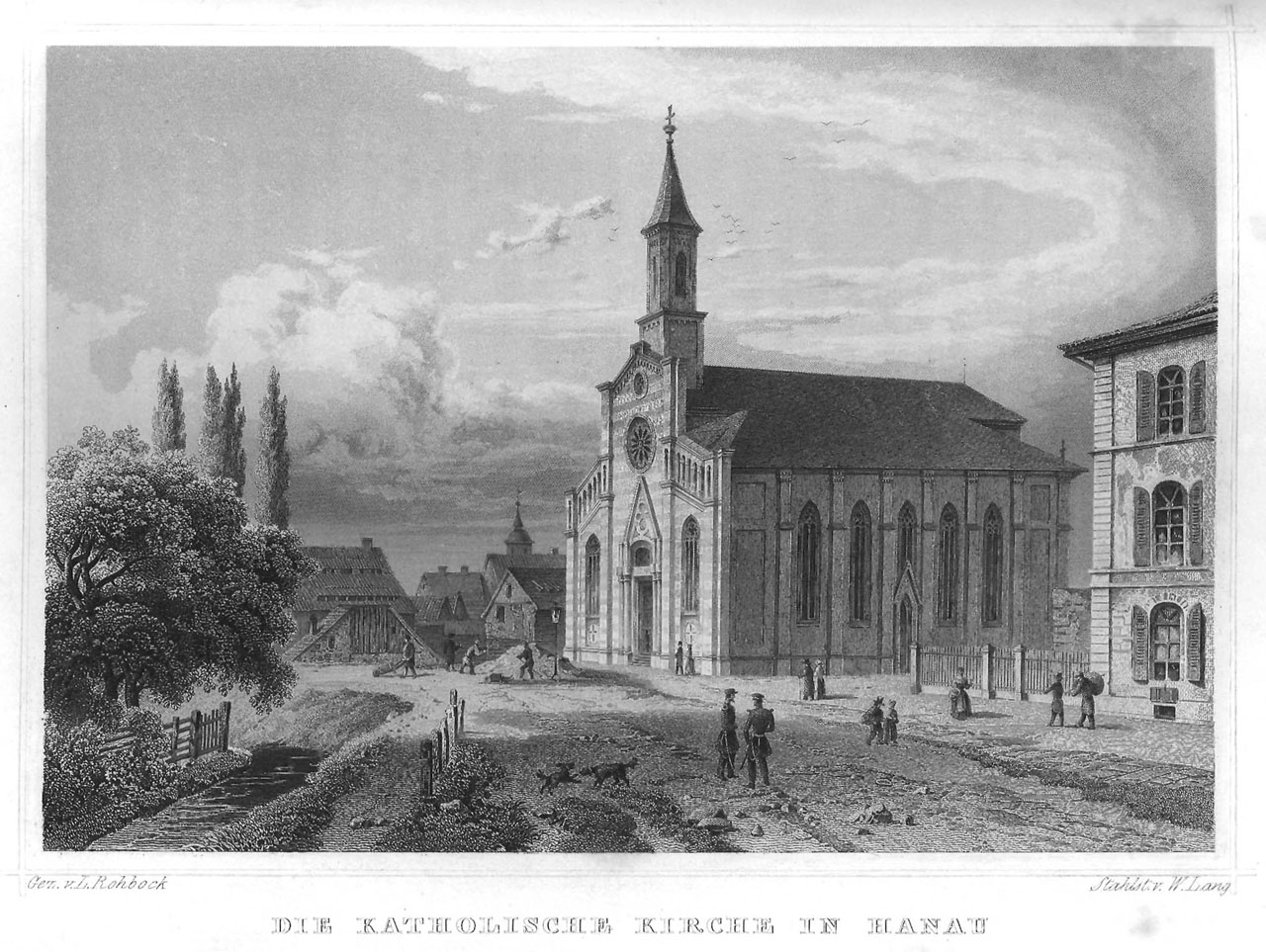
Kirche Mariä Namen, Hanau – Ursprungszustand

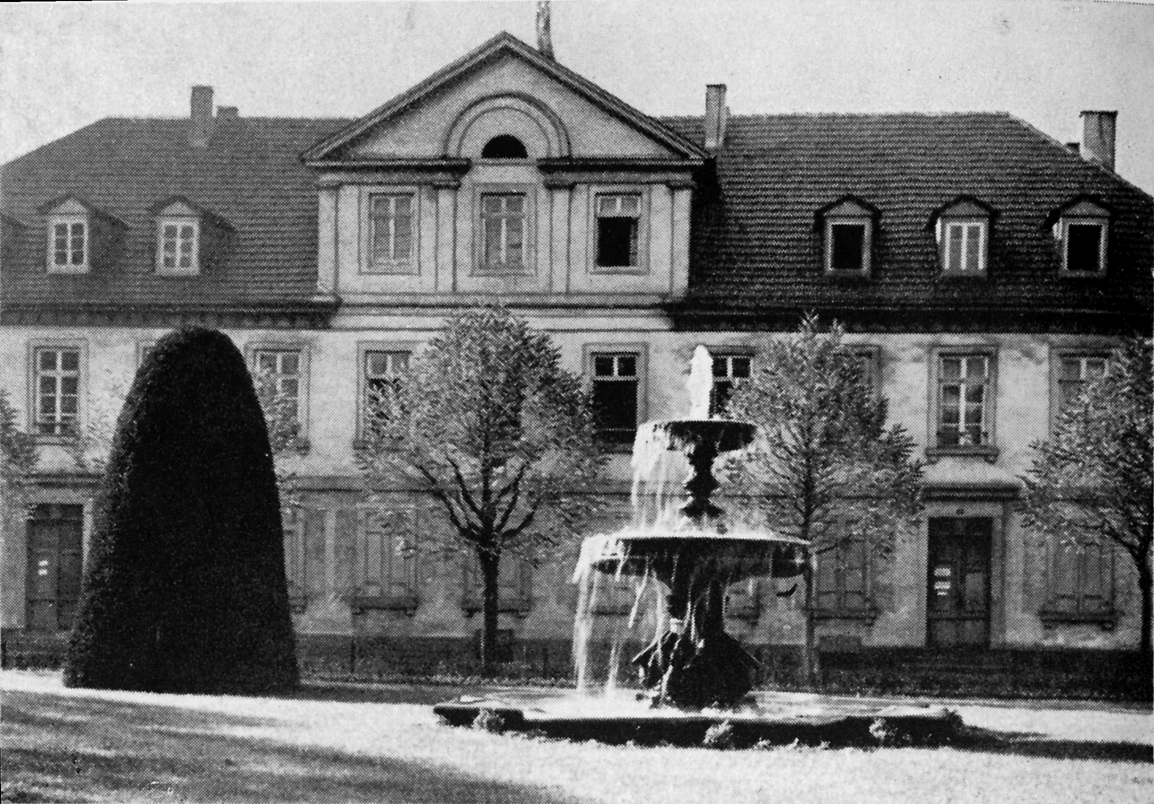
Zollamt Hanau am Kanaltorplatz

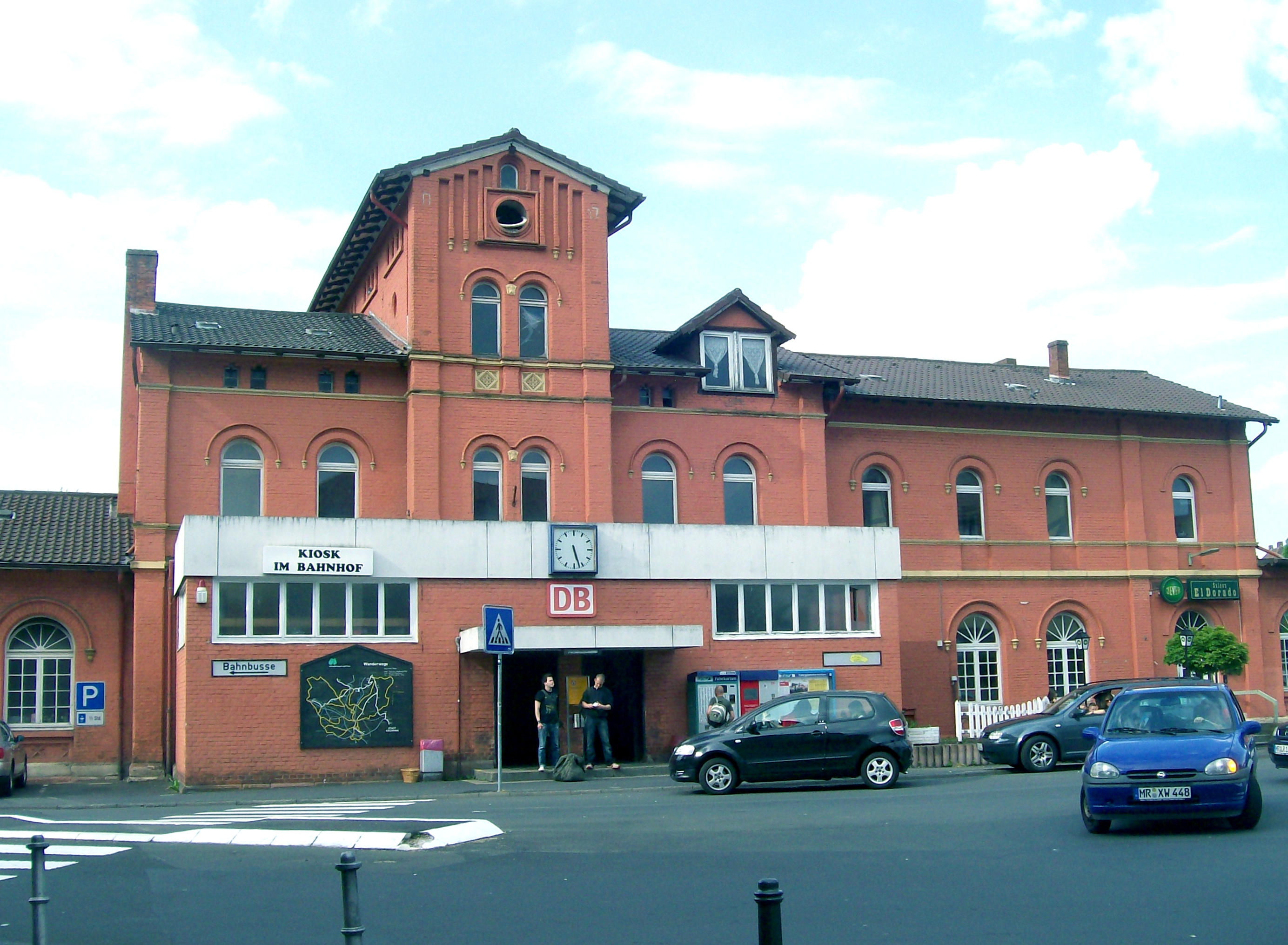
Bahnhof Kirchhain (Bz Kassel)

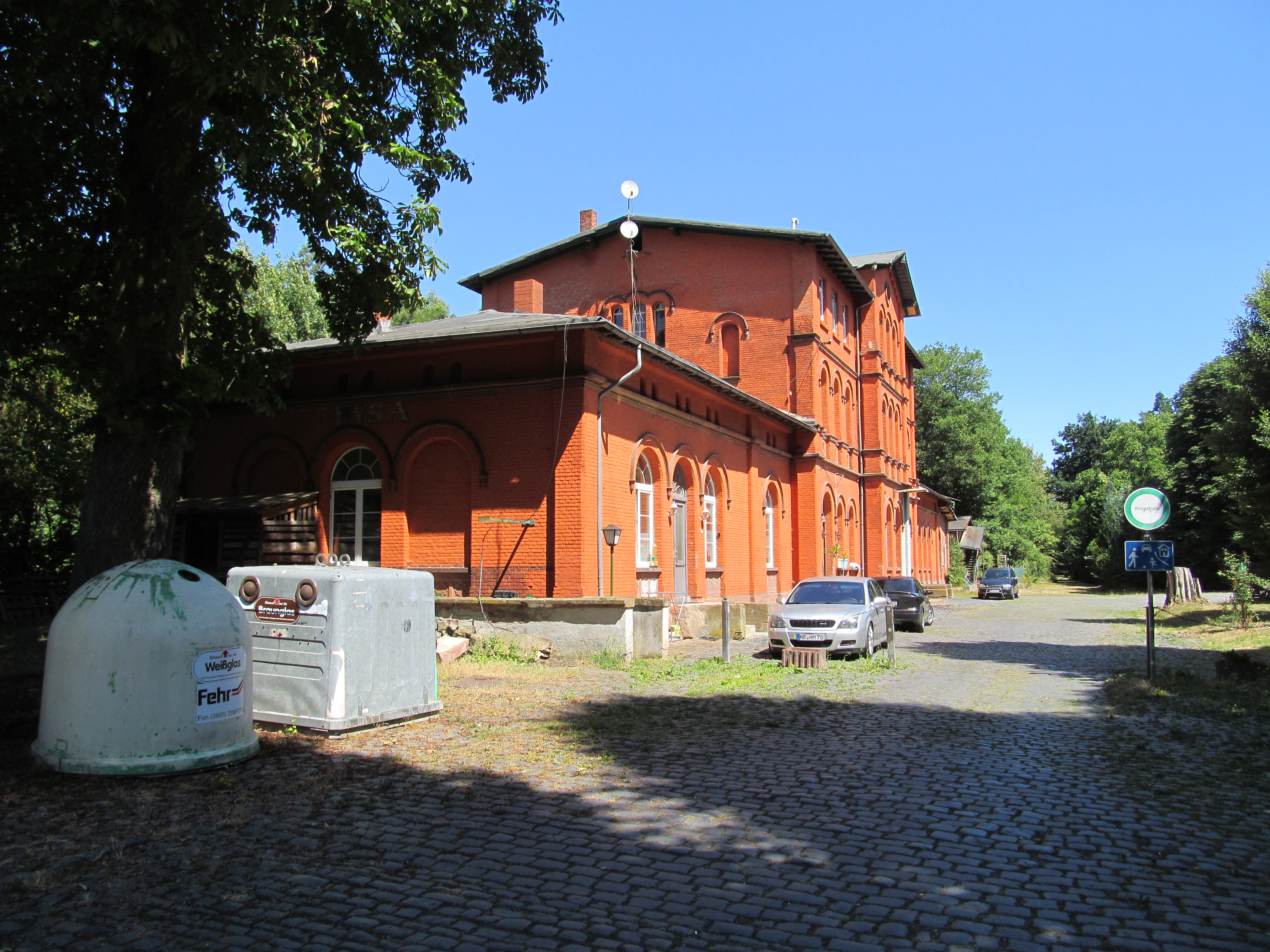
„Alter Bahnhof“, Treysa

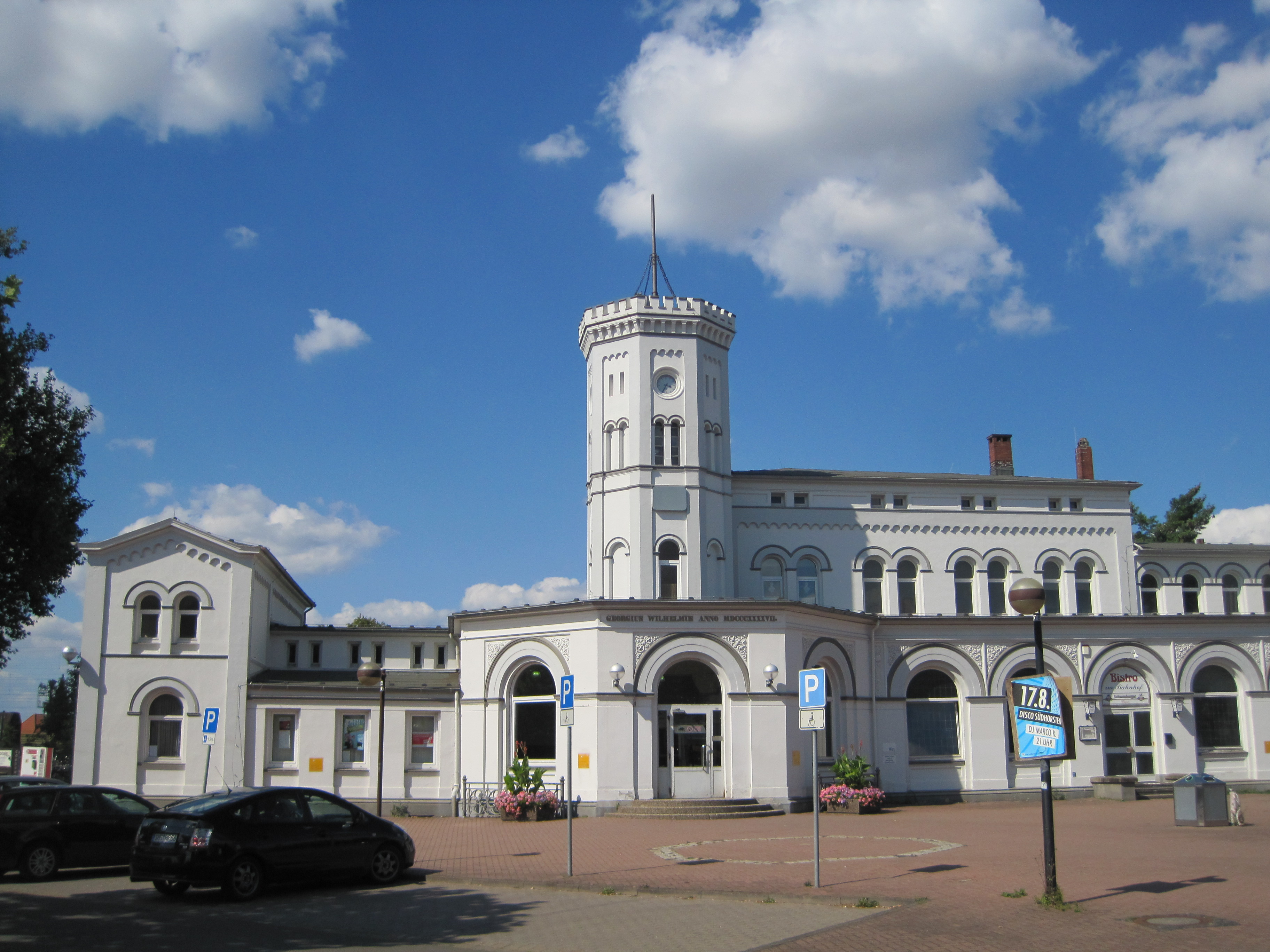
Empfangsgebäude Stadthagen

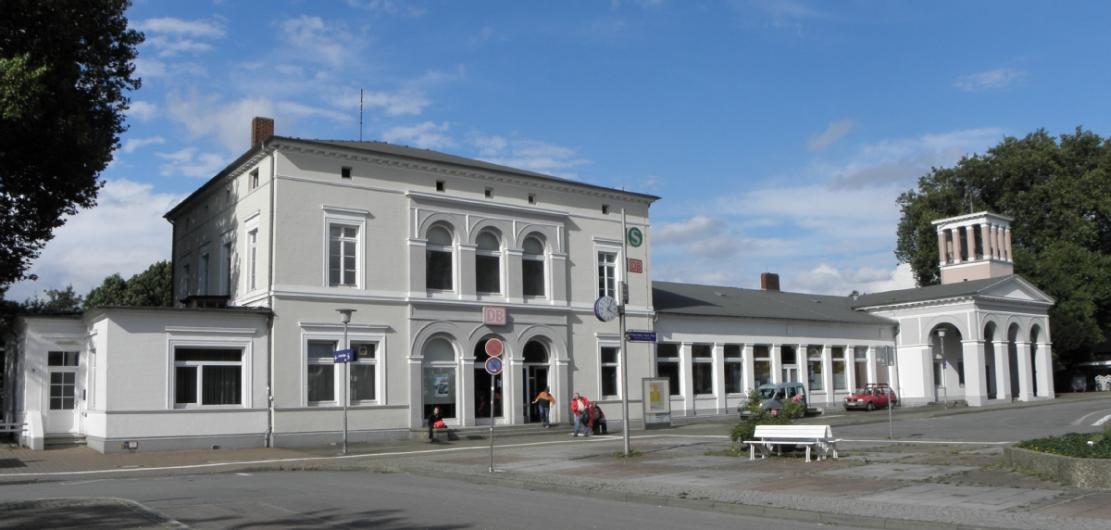
Bahnhof Bückeburg

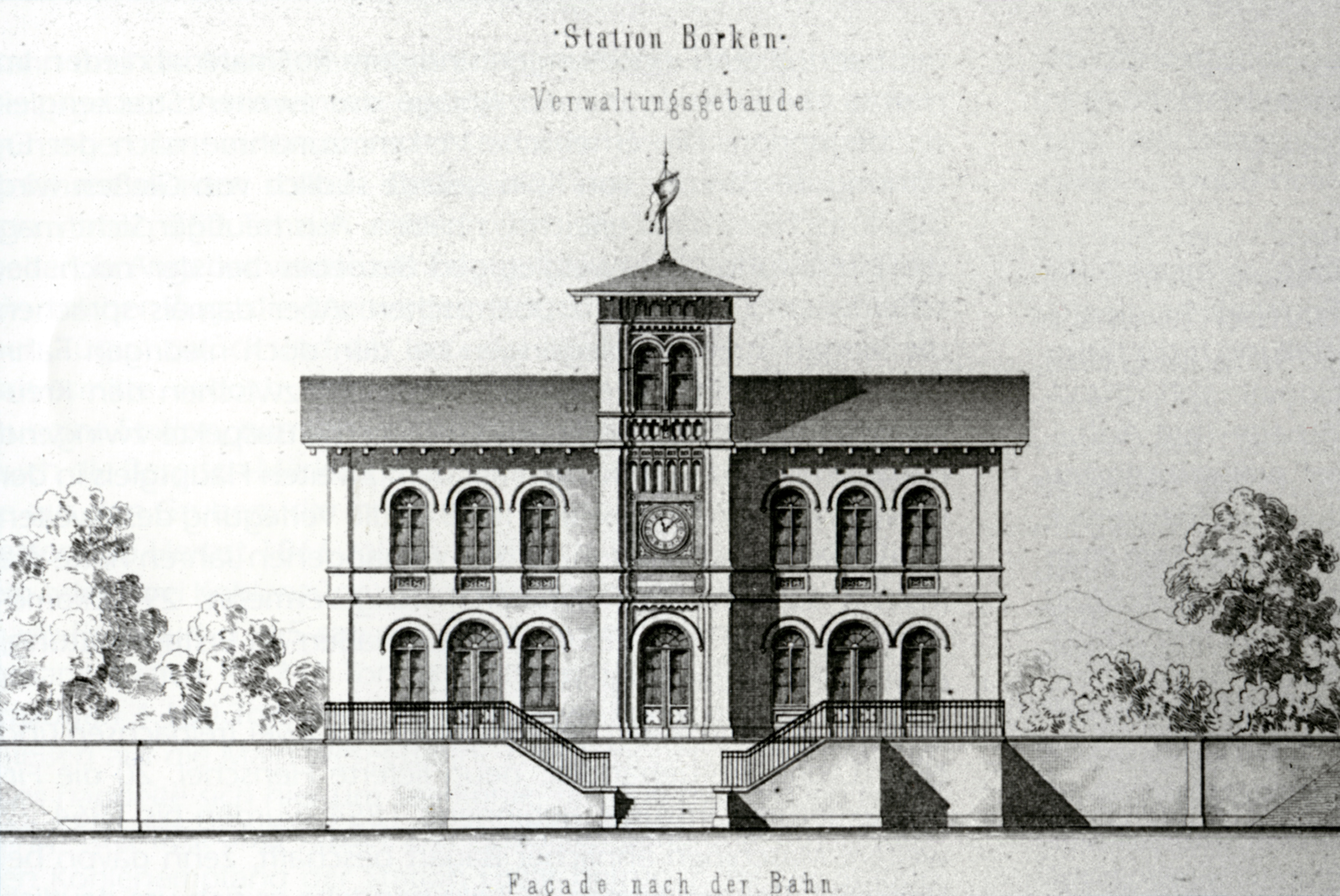
Bahnhof Borken (Hessen)

| Ort                    | Gebäude                                                   | Planungs- und Bauzeit | Anmerkung |
| ---------------------- | --------------------------------------------------------- | --------------------- | --- |
| Großkrotzenburg        | Kirche St. Laurentius                                     | 1826–1828             | [ 2 ] |
| Hanau                  | Kirche Mariae Namen                                       | 1841–1843 (1850)      | während des Baus 1843 bei einem Sturm schwer beschädigt; der Weiterbau erfolgte nach vereinfachten Plänen durch Johann Caspar Stawitz; im Zweiten Weltkrieg schwer beschädigt |
| Bad Nenndorf           | Kirche St. Godehard (ev.)                                 | 1839–1853             | zusammen mit Johann Philipp Lichtenberg |
| Volkmarsen             | Evangelische Kirche                                       | 1839–1847             | |
| Hanau                  | Collegienhaus                                             | 1858–1859             | Umbau zur Kaserne, im Zweiten Weltkrieg schwer beschädigt, heute: Behördenhaus                                                                                                |
| Hanau                  | Wohnhaus „Arche Noah“                                     | 1827–1828             | im Zweiten Weltkrieg zerstört |
| Hanau                  | Zollamt am Kanaltorplatz                                  | 1830                  | im Zweiten Weltkrieg zerstört |
| Kassel                 | Ständehaus (Parlamentsgebäude)                            | 1832–1836             | |
| Kassel                 | Ruhl’sches Haus (Wohnhaus)                                | 1834–1842             | im Zweiten Weltkrieg zerstört |
| Hanau                  | Landgericht                                               | 1842                  | vermutlich von Ruhl; im Zweiten Weltkrieg zerstört |
| Bad Nauheim            | Zwei Badegebäude                                          | 1851                  | Fachwerkgebäude, ehemals Badehäuser I und II |
| Bad Nauheim            | Kurgebäude mit Spielbank                                  | 1864–1866             | im Zweiten Weltkrieg stark beschädigt, baulich erheblich verändert |
| Bad Nenndorf           | Arkadengebäude                                            | 1855                  | Erweiterung der ursprünglichen Anlage von Simon Louis du Ry |
| Bad Nenndorf           | Trinkhalle und Konzerthaus                                | 1855                  | 1877 umgebaut, 1959 nach Brand abgerissen |
| Kassel                 | Provisorischer Hauptbahnhof Kassel                        | 1847–1848             | |
| Wahlershausen          | Empfangsgebäude                                           | 1846–1849             | heute: Kassel-Wilhelmshöhe; beim Bau des ICE-Bahnhofs abgerissen |
| Bad Karlshafen         | Empfangsgebäude des Bahnhofs, Bad Karlshafen, linkes Ufer | 1847–1849             | Carlsbahn; vor 1972 abgerissen |
| Helmarshausen          | Empfangsgebäude des Bahnhofs                              | 1847–1849             | heute: Wohnhaus |
| Trendelburg            | Empfangsgebäude                                           | 1848–1849             | eventuell von Ruhl |
| Hümme                  | Empfangsgebäude des Bahnhofs                              | 1848–1849             | nur ein Teil des Entwurfes wurde errichtet; 1896 durch Neubau ersetzt |
| Hofgeismar             | Empfangsgebäude des Bahnhofs                              | 1846–1848             | |
| Grebenstein            | Empfangsgebäude                                           | 1847–1849             | Ruhl als Urheber fraglich; 1873 außer Funktion |
| Guntershausen          | Empfangsgebäude des Bahnhofs                              | 1846–1848             | zusammen mit G. Tasch |
| Beiseförth             | Empfangsgebäude                                           | 1847–1848             | vermutlich von Ruhl (die Unterlagen sind im Zweiten Weltkrieg verbrannt) |
| Melsungen              | Empfangsgebäude                                           | 1846–1848             | 1895 völlig verändert |
| Rotenburg an der Fulda | Empfangsgebäude                                           | 1847–1848             | siehe |
| Rotenburg an der Fulda | Empfangsgebäude des Bahnhofs                              | 1847–1848             | siehe |
| Haueda                 | Empfangsgebäude                                           | 1847–1848             | 1952 abgerissen |
| Warburg                | Empfangsgebäude des Bahnhofs                              | 1850–1853             | |
| Eisenach               | Empfangsgebäude des Bahnhofs                              | 1848–1850             | 1904 durch Neubau ersetzt |
| Gensungen              | Empfangsgebäude des Bahnhofs                              | 1847–1849             | |
| Wabern                 | Empfangsgebäude des Bahnhofs                              | 1847–1848             | stark umgebaut |
| Borken                 | Empfangsgebäude des Bahnhofs                              | 1847–1849             | im Zweiten Weltkrieg zerstört, Abbildung bei Münzer, S. 56 |
| Zimmersrode            | Empfangsgebäude des Bahnhofs                              | 1847–1849             | 1980 abgerissen; die Urheberschaft von Ruhl steht nicht eindeutig fest |
| Treysa                 | Empfangsgebäude des alten Bahnhofs                        | 1847–1849             | 1907 durch Neubau an anderer Stelle ersetzt, erhalten |
| Neustadt (Hessen)      | Empfangsgebäude des Bahnhofs                              | 1849                  | |
| Kirchhain              | Empfangsgebäude des Bahnhofs                              | 1847–1849             | |
| Marburg                | Empfangsgebäude des („Champagnerbahnhofs“)                | 1847–1850             | 1907 durch Neubau ersetzt |
| Fronhausen             | Empfangsgebäude                                           | 1849                  | |
| Lollar                 | Empfangsgebäude des Bahnhofs                              | 1849–1850             | erhalten, privatisiert, nicht identisch mit dem heutigen Empfangsgebäude von 1879                                                                                             |
| Bad Nauheim            | Empfangsgebäude des Bahnhofs                              | 1847–1849             | 1911/13 durch Neubau ersetzt |
| Frankfurt-Bockenheim   | Empfangsgebäude des Bahnhofs                              | 1851 (?)              | durch Neubau ersetzt; heute: Bahnhof Frankfurt (Main) West |
| Hanau-Wilhelmsbad      | Empfangsgebäude des Bahnhofs                              | 1846–1848             | heute: Bahnhof Hanau-Wilhelmsbad |
| Hanau                  | Empfangsgebäude des Bahnhofs                              | 1846–1848             | abgerissen; heute: Bahnhof Hanau West |
| Haste                  | Empfangsgebäude des Bahnhofs                              | 1846–1848             | |
| Lindhorst              | Empfangsgebäude des Bahnhofs                              | 1846–1847             | Bahnstrecke Hannover–Minden |
| Stadthagen             | Empfangsgebäude des Bahnhofs                              | 1847                  | |
| Kirchhorsten           | Empfangsgebäude des Bahnhofs                              | 1846–1847             | |
| Bückeburg              | Empfangsgebäude des Bahnhofs                              | 1846–1847             | |